# Murcien

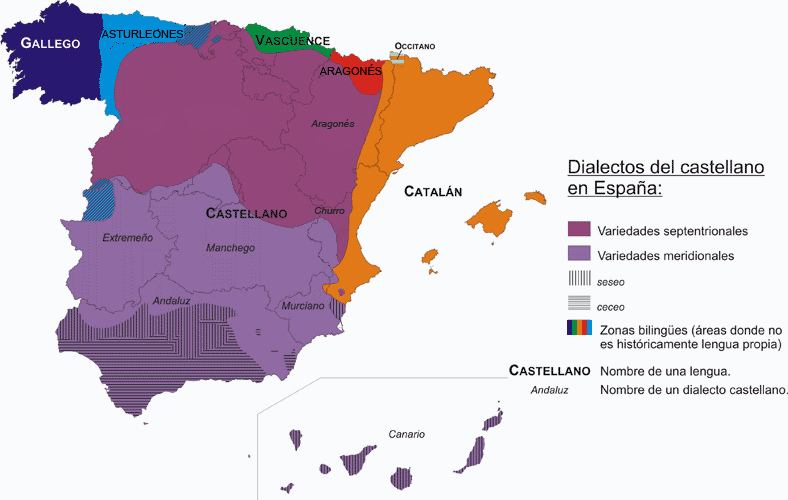
Langues et dialectes parlés en Espagne vers 1950

Le murcien (murciano) est un dialecte de l'espagnol parlé dans la région de Murcie et dans les provinces limitrophes d'Albacete, d'Alicante et d'Almería, proche de l'andalou et influencé  le catalan et l'aragonais.
Aujourd'hui, le panocho (le dialecte ancien parlé en Murcie) est une langue en danger d'extinction, car il est parlé essentiellement par les personnes âgées ; il fut en effet rejeté et dénigré pendant le XIXe siècle par la bourgeoisie murcienne.
Il est revendiqué comme une langue distincte du castillan par une association locale, L'Ajuntaera pa la Plática, l'Esturrie y l'Escarculle la Llengua Murciana.

## Histoire

Le catalan représente un substrat important du murcien. Après la Reconquista il était parlé dans toute la Murcie, dans une situation de bilingüisme avec le castillan, avant que ce dernier ne s'impose progressivement.

Les origines du murcien remontent à la Reconquête.
En 1241 et 1244, Alphonse X de Castille conquiert les principales places fortes du royaume de Murcie (Murcie et Mula, puis Carthagène et Lorca). Le monarque perd toutefois le contrôle du territoire à la suite d'une révolte des Maures en 1261. En 1266, Jacques Ier d'Aragon s'impose définitivement face aux musulmans et cède la zone reconquise à la couronne de Castille, non sans avoir au préalable fait un ensemble de concessions terriennes à certains colons catalans et aragonais mobilisés pour le repeuplement du royaume de Valence. Plus tard, le territoire est repris par Jacques II d'Aragon et revient dans le giron de la Castille au début du XIVe siècle. Tout au long du XVe siècle, les zones septentrionales restent rattachées au marquisat de Villena.
Cette configuration particulière se traduit dans une influence initiale de substrat arabe, aragonais et catalan. Par la suite, pour des raisons géographiques et politiques, le murcien a subi une profonde influence de l’andalou, et c'est ce qui le caractérise le plus nettement dans l’actualité, les traits archaïques tendant à être supplantés par d'autres plus diffusés. 

## Le panocho
On nomme panocho le parler de la huerta de Murcie et la Vega Baja del Segura. Il est notamment caractérisé par une présence accrue de catalanismes.

## Caractéristiques

### Traits qui le rapprochent de l’andalou
- Aspiration voire chute de [s] en position finale ou implosive. Autour de Carthagène, comme en andalou oriental, création d'une opposition voyelle fermée/voyelle ouverte pour retraduire le trait singulier/pluriel[4],[5],[6].
- Assimilation du point d'articulation du [s] aspiré par la deuxième consonne (obippo, cáccara pour obispo et cáscara), voire disparition (bácula pour báscula) ; la nature fricative du [s] et son assourdissement antérieur sont des caractéristiques qui s'étendent aux consonnes sonores qui les suivent (las jallinas pour las gallinas, las fotas ou las votas pour las botas, los zeos, efaratar, ejarrar, ejraciao etc)[4].
- Seseo autour de Carthagène, avec un [s] majoritairement coronal ou pré-dorsal, comme en andalou. Dans les régions valenciennes de parler murcien toutefois, le [s] est apical, comme en Castille[7].
- Amuïssement de consonnes sonores intervocaliques, en particulier /d/ ([ð] en castillan standard) (comío pour comido ; pare pour padre, ou vocalisation paere), mais aussi /b/ (caeza), /g/ (juar pour jugar) ou /r/[4],[5].
- Neutralisation de /l/ et /ɾ/ en position implosive ou finale, comme en andalou (farta pour falta ou calpintero pour carpintero)[5],[4].
- Assimilation régressive des consonnes dans des groupes intérieurs comme /ds/ (adscribir), /bs/ (substracción), /ks/ (exponente), /rs/ (intersticio), /ns/ (constar), /rn/ (carne), /rl/ (Carlos), /kt/ (contacto), /dk/ (adquirir) ou /gd/ (Magdalena), par redoublement de la deuxième consonne ([maðða'lena] pour [maɣðale'na], consonne qui finit même par chuter : [maða'lena]).

### Traits d'ascendance catalano-aragonaise
- Conservation des occlusives sourdes intervocaliques dans certains termes[8].
- Cas de palatalisation de /l/ initial, comme en catalan[8].
- Cas de conservation des groupes initiaux /pl/, /fl/ et /cl/, palatalisés en castillan[8].
- Sur certains emprunts lexicaux, c'est l'affriquée [tʃ] et non la vélaire [x] (issu en castillan moderne du [ʃ] médiéval) qui est utilisée comme équivalent de l'affriquée valencienne  [d͡ʒ] : menchar (menjar en catalan, en castillan comer), etc.[8].
- Diminutif en -ico (-iquio en panocho et -icho autour d'Albacete)[9].

### Autres traits
- Nombreux mozarabismes dans la toponymie[8].
- Yeísmo (confusion de /j/ et /ʎ/) dans les villes, mais distinction prédominante dans les campagnes[7].

## Exemple de texte en murcien, espagnol et français
- Murcien :
  - ¡Acho tío! ¿Cómo te fue ayeh´r con la zagalica aquella que conocih´te la otra noche en el bah´r? ¿Te pediste unas pataticas fritas con la cerveza y el zarangollo?
- Espagnol standard :
  - ¡Hola tío! ¿Qué tal te fue ayer con la muchacha aquella que conociste la otra noche en el bar? ¿Te pediste unas patatas fritas con la cerveza y el puré de calabaza y cebolla típico de Murcia?
- Français :
  - Salut mec ! Comment ça s'est passé hier avec la fille que tu as connue l´autre soir dans le bar ? Tu as commandé des frites avec de la bière et de la purée de courge à l'oignon typique de Murcie?